# Crateri di Cerere
Segue una lista dei crateri d'impatto presenti sulla superficie di Cerere. La nomenclatura di Cerere è regolata dall'Unione Astronomica Internazionale; la lista contiene solo formazioni esogeologiche ufficialmente riconosciute da tale istituzione.
I crateri di Cerere portano i nomi di divinità associate all'agricoltura e alla vegetazione.
Sono tutti stati identificati durante la missione della sonda Dawn, l'unica ad avere finora raggiunto Cerere.

## Prospetto
| Cratere     | Eponimo | Latitudine | Longitudine | Diametro |
| ----------- | --- | ---------- | ----------- | -------- |
| Abellio     | Abellio - Dio gallico del melo. | 33,37° N   | 293,11° E   | 32 km    |
| Achita      | Achita - Divinità dell'agricoltura in Nigeria.                                                                                               | 25,82° N   | 65,8° E     | 41 km    |
| Annona      | Annona - Dea dell'abbondanza e degli approvvigionamenti nella mitologia romana.                                                              | 48,14° S   | 8,37° E     | 60 km    |
| Anura       | Anura - Spirito dei semi del tabacco nella mitologia degli Aruachi.                                                                          | 13,99° S   | 11,64° E    | 37 km    |
| Aristaeus   | Aristeo - Dio dell'agricoltura nella mitologia greca.                                                                                        | 23,43° N   | 97,68° E    | 35,8 km  |
| Asari       | Asari - Divinità siriana dell'agricoltura.                                                                                                   | 82,88° N   | 319,18° E   | 56 km    |
| Attis       | Attis - Divinità della vegetazione e fertilità nella mitologia greca.                                                                        | 73,06° S   | 257,74° E   | 23 km    |
| Axomama     | Axomama - Dea delle patate nella mitologia inca.                                                                                             | 22,8° N    | 131,9° E    | 5 km     |
| Azacca      | Azacca - Divinità haitiana dell'agricoltura.                                                                                                 | 6,83° S    | 218,21° E   | 50 km    |
| Begbalel    | Begbalel - Guardiano dei campi di taro che ne garantisce il raccolto nella cultura dell'isola Yap.                                           | 17,71° N   | 325,35° E   | 102 km   |
| Belun       | Belun - Divinità bielorussa dei campi. | 33,73° S   | 356,12° E   | 37 km    |
| Besua       | Besua - Divinità egizia del grano. | 42,38° S   | 300,18° E   | 17 km    |
| Bilwis      | Bilwis - Spirito del grano nella folklore germanico.                                                                                         | 86,2° N    | 79,6° E     | 7 km     |
| Binayo      | Binayo - Spirito femminile assistente degli spiriti del riso nel folklore filippino.                                                         | 86,4° N    | 145,2° E    | 16 km    |
| Bonsu       | Bonsu - Dio che tutela i frutti e i fiori nella cultura dei Batek.                                                                           | 1,74° N    | 93,22° E    | 31 km    |
| Braciaca    | Braciaca - Dio del malto nella mitologia celtica.                                                                                            | 22,77° S   | 84,37° E    | 8 km     |
| Cacaguat    | Cacaguat - Dio del cacao nella cultura del Nicaragua.                                                                                        | 1,19° S    | 143,61° E   | 13,6 km  |
| Cachimana   | Cachimana - Dio della vegetazione che fa maturare il grano e controllo le stagioni nella cultura delle tribù Atabapo e Inirida in Venezuela. | 85,3° N    | 213,2° E    | 18 km    |
| Centeotl    | Centeotl - Divinità delle messi nella mitologia azteca.                                                                                      | 18,95° N   | 141,22° E   | 6 km     |
| Chaminuka   | Chaminuka - Spirito che porta la pioggia nei periodi di siccità nella mitologia dei Shona.                                                   | 59,02° S   | 132,26° E   | 128 km   |
| Coniraya    | Coniraya - Divinità della mitologia inca inventore dei sistemi di terrazzamento e di irrigazione.                                            | 40,08° N   | 65,38° E    | 137 km   |
| Consus      | Conso - Divinità della mitologia romana che tutelava il grano raccolto e conservato.                                                         | 20,7° S    | 200,5° E    | 64 km    |
| Cozobi      | Cozobi - Dio del mais e dell'abbondanza di cibo nella cultura degli Zapotechi.                                                               | 45,42° N   | 287,3° E    | 23 km    |
| Damia       | Damia - Divinità della fertilità nella mitologia greca.                                                                                      | 81,7° N    | 315,5° E    | 7 km     |
| Dantu       | Dantu - Dio della mitologia ghanese associato alla coltivazione del mais.                                                                    | 24,35° N   | 137,79° E   | 125 km   |
| Dada        | Dada - Dio della vegetazione nella cultura Nigeriana.                                                                                        | 58,68° N   | 336,86° E   | 12 km    |
| Darzamat    | Dārza-māte - Spirito lettone, madre dei giardini.                                                                                            | 44,3° S    | 76,36° E    | 94 km    |
| Datan       | Datan - Divinità polacca dell'aratura del terreno.                                                                                           | 59,59° N   | 251,52° E   | 60 km    |
| Dikhan      | Dikhan - Divinità preislamica dell'agricoltura nella cultura dei Kazaki.                                                                     | 81,8° N    | 78,1° E     | 21 km    |
| Doliku      | Doliku - Dio dei campi nel Dahomey. | 40,76° S   | 5,83° E     | 15 km    |
| Duginavi    | Duginavi - Dio che insegnò l'agricoltura agli uomini nella cultura dei Kogi.                                                                 | 39,2° N    | 4,29° E     | 155 km   |
| Emesh       | Emesh - Dio della vegetazione e dell'agricoltura nella mitologia sumera.                                                                     | 11,1° N    | 158,2° E    | 20 km    |
| Enkimdu     | Enkimdu - Divinità dell'agricoltura nella mitologia sumera.                                                                                  | 78,9° N    | 259,1° E    | 9 km     |
| Ernutet     | Ernutet - Dea del raccolto nella mitologia egizia.                                                                                           | 53,02° N   | 45,3° E     | 57 km    |
| Ezinu       | Ezinu - Dea della mitologia sumera delle granaglie.                                                                                          | 43,2° N    | 195,43° E   | 120 km   |
| Fejokoo     | Fejokoo - Dio della mitologia nigeriana che ha donato all'umanità l'igname.                                                                  | 29,15° N   | 311,84° E   | 71 km    |
| Fluusa      | Fluusa - Dea dei fiori nella mitologia degli Osci.                                                                                           | 31,49° S   | 177,85° E   | 59 km    |
| Gaue        | Gaue - Dea della mitologia germanica cui veniva tributato omaggio durante la mietitura della segale.                                         | 30,89° N   | 85,94° E    | 84 km    |
| Geshtin     | Geshtin - Dea del vino nella mitologia sumero-babilonese.                                                                                    | 57° N      | 258,86° E   | 79 km    |
| Ghanan      | Ghanan - Dio del mais nella mitologia maya.                                                                                                  | 76,77° N   | 29,3° E     | 69 km    |
| Hakumyi     | Hakumyi - Spirito protettore del giardinaggio in Paraguay, Brasile e Bolivia.                                                                | 51,42° N   | 27,75° E    | 29,2 km  |
| Halki       | Halki - Dea del frumento nella mitologia ittita.                                                                                             | 25,9° N    | 334,6° E    | 20 km    |
| Hamori      | Hamori - Divinità giapponese, protettore delle foglie degli alberi.                                                                          | 60,86° S   | 79,08° E    | 60 km    |
| Hatipowa    | Hatipowa - Dio dell'agricoltura nella mitologia indiana.                                                                                     | 16,08° S   | 357,71° E   | 40 km    |
| Haulani     | Hau-lani - Dea delle piante nella mitologia hawaiana.                                                                                        | 5,8° N     | 10,81° E    | 31 km    |
| Heneb       | Heneb - Divinità egizia delle granaglie, della frutta e verdura e dei vigneti.                                                               | 10,78° N   | 190,86° E   | 41 km    |
| Homshuk     | Homshuk - Spirito del mais nella coltura dei Popoluca.                                                                                       | 10,99° N   | 93,99° E    | 68 km    |
| Ialonus     | Ialonus - Dio dei campi e dei prati nella mitologia celtica.                                                                                 | 48,15° N   | 168,53° E   | 16,5 km  |
| Ikapati     | Ikapati - Dea delle terre coltivate nelle Filippine.                                                                                         | 33,95° N   | 45,65° E    | 50 km    |
| Inamahari   | Inamahari - Coppia di divinità maschile e femminile invocata nella cultura dei Catawba per una prospera semina.                              | 13,96° N   | 89,22° E    | 76 km    |
| Inkosazana  | Inkosazana - Dea dell'agricoltura nella cultura degli Zulu.                                                                                  | 31,8° N    | 155,1° E    | 40 km    |
| Insitor     | Insitor - Dio della semina e degli innesti nella mitologia romana.                                                                           | 10,71° S   | 124,85° E   | 27 km    |
| Jacheongbi  | Jacheongbi - Dea coreana che portò cinque granaglie sull'isola di Jeju e diede l'avvio all'agricoltura.                                      | 69,2° S    | 2,3° E      | 31 km    |
| Jaja        | Jaja - Dea del raccolto nella cultura degli Abcasi.                                                                                          | 52,08° N   | 124,9° E    | 21 km    |
| Jarimba     | Jarimba - Dio dei fiori e della frutta nella cultura degli Aranda.                                                                           | 24,3° S    | 21,34° E    | 69 km    |
| Jarovit     | Jarovit - Divinità slava della fertilità e dei raccolti. Esce dal sottosuolo ad ogni primavera e vi fa ritorno dopo il raccolto.             | 67,9° N    | 284,74° E   | 66 km    |
| Juling      | Juling - Spirito del raccolto nella cultura dei Semang.                                                                                      | 35,95° S   | 168,3° E    | 20 km    |
| Jumis       | Jumis - Dio della fertilità dei campi nella cultura lettone.                                                                                 | 51,6° N    | 316,4° E    | 15 km    |
| Kaikara     | Kaikara - Dea del raccolto nella cultura dei Konjo.                                                                                          | 42,91° N   | 222,39° E   | 75 km    |
| Kait        | Kait - Dea delle granaglie nella mitologia ittita. Questo cratere è utilizzato per definire il meridiano fondamentale di Cerere.             | 2,26° S    | 0° E        | 0,4 km   |
| Kahukura    | Kahukura - Dio dei raccolti della patata dolce nella cultura dei Maori.                                                                      | 61,4° N    | 221,4° E    | 6,3 km   |
| Kaneki      | Kaneki - Dio della palma da cocco nella cultura della Micronesia.                                                                            | 23,8° N    | 294,6° E    | 31,5 km  |
| Kerwan      | Kerwan - Spirito della mitologia degli Hopi che presiede alla germinazione dei chicchi di mais.                                              | 10,94° S   | 123,64° E   | 284 km   |
| Kiriamma    | Kiriamma - Dea madre dispensatrice del cibo nella cultura dei Veddan.                                                                        | 50,32° N   | 126,33° E   | 18,7 km  |
| Kirnis      | Kirnis - Spirito della mitologia lituana che protegge i ciliegi.                                                                             | 4,59° N    | 264,08° E   | 115 km   |
| Kokopelli   | Kokopelli - Dio della fertilità nella cultura dei Navajo.                                                                                    | 18,3° N    | 124,5° E    | 34 km    |
| Kondos      | Kondos - Divinità finnica dell'agricoltura.                                                                                                  | 19,4° S    | 17,18° E    | 43,5 km  |
| Kumitoga    | Kumitoga - Dea polinesiana che dà vita alle piante.                                                                                          | 10,26° S   | 178,74° E   | 98 km    |
| Kupalo      | Kupalo - Dio della vegetazione e del raccolto nella cultura russa.                                                                           | 39,57° S   | 173,01° E   | 27 km    |
| Laukumate   | Laukumate - Spirito madre dei campi nella cultura lettone.                                                                                   | 65,03° N   | 159,42° E   | 29,7 km  |
| Liber       | Liber - Dio dell'agricoltura nella mitologia romana.                                                                                         | 42,63° N   | 37,78° E    | 23 km    |
| Lociyo      | Lociyo - Dio festeggiato in occasione del taglio della prima pianta di chili nella cultura dei Zapotechi.                                    | 6,53° S    | 228,83° E   | 37,8 km  |
| Lono        | Lono - Dio dell'agricoltura nella mitologia hawaiana.                                                                                        | 36,67° S   | 304,29° E   | 20 km    |
| Meanderi    | Meanderi - Dea del taro, della canna da zucchero e altri cibi nella cultura dei Ngaing.                                                      | 40,89° S   | 193,66° E   | 103 km   |
| Megwomets   | Megwomets - Dio nano delle ghiande e dell'abbondanza vegetale nella cultura degli Yurok.                                                     | 36,54° N   | 146,22° E   | 78,7 km  |
| Messor      | Messor - Dio della mietitura e della raccolta del grano nella mitologia romana.                                                              | 49,95° N   | 233,73° E   | 42 km    |
| Mlezi       | Mlezi - Nome del dio Tilo come donatore di cibo nella cultura del popolo Tonga in Malawi e Zambia.                                           | 75,9° N    | 223,2° E    | 41,5 km  |
| Mondamin    | Mondamin - Divinità del mais nella cultura degli Ojibway.                                                                                    | 62,4° S    | 353° E      | 128 km   |
| Nawish      | Nawish - Spirito guardiano dei campi nella mitologia degli Acoma.                                                                            | 18,33° N   | 193,26° E   | 79 km    |
| Nepen       | Nepen - Dio della pioggia nella mitologia sumera.                                                                                            | 6,19° N    | 220,54° E   | 26,4 km  |
| Ninsar      | Ninsar - Dea delle piante e della vegetazione nella mitologia sumera.                                                                        | 30,34° N   | 263,21° E   | 40 km    |
| Nunghui     | Nunghui - Spirito femminile del suolo dei giardini nella cultura dei Canelos Quichua.                                                        | 54° S      | 272,3° E    | 22 km    |
| Occator     | Occator - Nella mitologia romana, uno degli aiutanti di Cerere che si occupava dell'aratura.                                                 | 19,91° N   | 239,12° E   | 92 km    |
| Oltagon     | Oltagon - Dea dell'agricoltura nelle Filippine.                                                                                              | 25,95° S   | 37,9° E     | 28 km    |
| Omonga      | Omonga - Spirito del riso che risiede sulla luna nella cultura dei Tomori.                                                                   | 57,99° N   | 71,63° E    | 76 km    |
| Oxo         | Oxo - Divinità dell'agricoltura nel Candomblé.                                                                                               | 42,19° N   | 359,59° E   | 8,6 km   |
| Peko        | Peko - Dio della fertilità nella cultura dei Seto.                                                                                           | 39,7° N    | 331,4° E    | 11 km    |
| Piuku       | Piuku - Dio della tapioca nella cultura dei Galibi.                                                                                          | 15,37° S   | 36,91° E    | 31 km    |
| Rao         | Rao - Dio della curcuma nella cultura polinesiana.                                                                                           | 8,13° N    | 118,95° E   | 12 km    |
| Ratumaibulu | Ratumaibulu - Dio dell'agricoltura e del sottosuolo nella cultura delle isole Figi.                                                          | 67,3° S    | 77,5° E     | 20 km    |
| Razeka      | Razeka - Dio fornitore del cibo nella mitologia araba.                                                                                       | 3,21° S    | 61,63° E    | 38,38 km |
| Rongo       | Rongo - Dio della mitologia dei Maori che presiede l'agricoltura.                                                                            | 3,43° N    | 348,19° E   | 68 km    |
| Roskva      | Röskva - Divinità della mitologia norrena che rappresenta i campi con il raccolto maturo.                                                    | 58,92° N   | 333,07° E   | 22 km    |
| Sedana      | Sedana - Dio dell'agricoltura nella cultura indonesiana.                                                                                     | 36,5° N    | 314,7° E    | 58 km    |
| Sekhet      | Sekhet - Epiteto della dea egizia Iside nella sua figura di protettrice dei campi e delle terre coltivate.                                   | 66,38° S   | 254,88° E   | 41 km    |
| Shakaema    | Shakaema - Dio della vegetazione nella cultura degli Shuar, invocato nella piantagione e coltivazione del banano.                            | 3,66° S    | 33,86° E    | 49 km    |
| Shennong    | Shennong - Mitico imperatore cinese che introdusse l'agricoltura tra gli uomini.                                                             | 69° N      | 28,1° E     | 32,5 km  |
| Sintana     | Sintana - Divinità della mitologia colombiana che ha generato il terreno fertile per la semina.                                              | 48,07° S   | 46,18° E    | 59 km    |
| Tafakula    | Tafakula - Dea che presiede alla stagione favorevole alle colture nella cultura dei tonghiani.                                               | 19,78° S   | 88,49° E    | 34 km    |
| Tahu        | Tahu - Personificazione del cibo nella cultura dei Maori.                                                                                    | 6,59° S    | 44,73° E    | 25 km    |
| Takel       | Takel - Dea che presiede alla raccolta dei tuberi in Malaysia.                                                                               | 50,86° N   | 280,49° E   | 21 km    |
| Tawals      | Tawals - Dio dell'aratura nella mitologia polacca.                                                                                           | 39,06° S   | 238,02° E   | 8,8 km   |
| Telepinu    | Telipinu - Divinità ittita dell'agricoltura.                                                                                                 | 23,2° N    | 335,6° E    | 31 km    |
| Thrud       | Þrúðr - Divinità scandinava che da linfa ai semi.                                                                                            | 71,3° S    | 31° E       | 7,8 km   |
| Tibong      | Tibong - Spirito malvagio che ruba e divora il riso nella cultura dei Bidayuh.                                                               | 29,79° S   | 352,25° E   | 37 km    |
| Toharu      | Toharu - Dio del cibo e della vegetazione nella mitologia dei Pawnee.                                                                        | 48,58° S   | 155,73° E   | 87,5 km  |
| Tupo        | Tupo - Dio della curcuma nella cultura polinesiana.                                                                                          | 32,42° S   | 88,27° E    | 37 km    |
| Urvara      | Urvara - Divinità indiana e iraniana delle piante e dei campi.                                                                               | 46,36° S   | 248,63° E   | 170 km   |
| Victa       | Victa - Dea del cibo e del nutrimento nella mitologia romana.                                                                                | 36,23° N   | 300,98° E   | 30 km    |
| Vinotonus   | Vinotonus - Dio del vino nell cultura dei Britanni.                                                                                          | 43,11° N   | 94,76° E    | 140 km   |
| Xevioso     | Xevioso - Dio del tuono e della fertilità nella cultura dei Fon.                                                                             | 0,7° N     | 310,6° E    | 8,5 km   |
| Xochipilli  | Xochipilli - Dio della fertilità, associato al mais e ai fiori, patrono della musica e della danza nella mitologia azteca.                   | 56,66° N   | 93,21° E    | 22,7 km  |
| Yalode      | Yalode - Divinità del Dahomey onorata dalle donne nei riti per il raccolto.                                                                  | 42,32° S   | 292,48° E   | 267 km   |
| Zadeni      | Zadeni - Dio della mitologia georgiana dell'abbondanza nei raccolti.                                                                         | 70,36° S   | 38,25° E    | 128 km   |
| Zatik       | Zatik - Dio della fertiltà e della vegetazione nella cultura armena.                                                                         | 69,9° N    | 114° E      | 4 km     |